# なんか幸せ
「なんか幸せ」（なんかしあわせ）は、1997年8月6日にポニーキャニオン（AARD-VARK）から発売された、日本のロックバンド、the OYSTARSの楽曲で4枚目のシングル。

## 概要
前作「勇気忘れない」から約1年3ヶ月ぶりのシングルであり、同年12月4日に発売された1stアルバム『a Ragbaby』の後初のシングル。
表題曲「なんか幸せ」は、フジテレビ系列テレビアニメ『烈火の炎』のOPテーマとして使用された。
また放送期間において諸般の事情により、オープニングの映像が差し替えられた経緯がある。当バンドにとって唯一のアニメタイアップ楽曲。C/W曲の「documentary」は、フジテレビ系列バラエティ番組『加トちゃんマチャミのお台場CHA・CHA!!』のテーマソングとして使用された。
ミュージック・ビデオは、メンバーが赤ちゃんに扮し各小部屋のセットが組まれた状態で演奏している。なお、体もセットの一部に作られていて、顔ハメ看板のようにメンバーの顔を入れている。

## 収録曲
編曲：the OYSTARS・十川知司
1. なんか幸せ
作詞：the OYSTARS・澤地隆
作曲：大串竜司
2. documentary
作詞・作曲：船江修
3. なんか幸せ（original karaoke）

## 収録アルバム
- なんか幸せ
『STUDIO LIFE』（2ndアルバム。1997年12月17日発売）
『THIS YEAR'S MODEL FROM THIS』（ベストアルバム。「This Year's Model」として再アレンジ・再録）
- documentary
『STUDIO LIFE』（アルバムバージョンとして収録）